# Plastik (kunst)
Plastik (gr. af plassein 'forme, danne'), eller formende kunst, betegner i videste forstand den billedformende kunst, der i modsætning til maleri og lignende fremstiller skikkelsen i volumen, som legemlig masse, og omfatter altså billedhugger- og billedskærerkunst med mere.

## Definition
I snævrere betydning er plastik den kunst at forme figurer af bløde masser (ler, voks osv.). Almindeligvis bruges plastik dog i samme betydning som billedhuggerkunst, skulptur.
I skuespilkunst er plastik kunsten at føre sit legeme sikkert og tvangfrit og under hensyn til vedtagne skønhedsbegreber (statuarisk holdning og lignende).
Anvendelsen af det engelske udtrykke "plastic art" i kunst bør ikke forveksles med Piet Mondrians anvendelse, eller med den bevægelse, han på fransk og engelsk kaldte neoplasticisme (se også den hollandske kunstergruppe De Stijl).

### Eksempler
Visuelle kunstarter, der involverer brug af materialer som ler, maling og puds:
- Arkitektur
- Keramik
- Collage
- Konceptkunst
- Tegning
- Mosaik
- Maleri
- Grafik
- Skulptur
- Film
- Fotografi

Materialer, der kan udhugges eller formes, såsom sten eller træ, beton eller stål, er også medtaget i denne definition, da de med passende værktøjer kan bearbejdes i tre dimensioner.

## Yderligere læsning
- Barnes, A. C., The Art in Painting, 3rd ed., 1937, Harcourt, Brace & World, Inc., NY.
- Bukumirovic, D. (1998). Maga Magazinovic. Biblioteka Fatalne srpkinje knj. br. 4. Beograd: Narodna knj.
- Fazenda, M. J. (1997). Between the pictorial and the expression of ideas: the plastic arts and literature in the dance of Paula Massano. N.p.
- Gerón, C. (2000). Enciclopedia de las artes plásticas dominicanas: 1844-2000. 4th ed. Dominican Republic s.n.
- Laban, R. V. (1976). The language of movement: a guidebook to choreutics. Boston: Plays.
- Laban, R. V. (1974). Effort: economy in body movement. 2nd. ed. Boston: Plays.
- La Farge, O. (1930). Plastic prayers: dances of the Southwestern Indians. N.p.
- Restany, P. (1974). Plastics in arts. Paris, New York: N.p.
- University of Pennsylvania. (1969). Plastics and new art. Philadelphia: The Falcon Pr.